# Crocodylus halli
El  cocodrilo de Nueva Guinea de Hall (Crocodylus halli) es una especie de cocodrilo endémica de la isla de Nueva Guinea. Se encuentra en la mitad sur de la isla, al sur de las tierras altas de Nueva Guinea. Lleva el nombre de Philip M. Hall, un investigador de la Universidad de Florida que realizó los estudios iniciales para aclarar el carácter distintivo de la especie.

## Taxonomía
Anteriormente, la especie se consideraba una población distinta del cocodrilo de Nueva Guinea (C. novaeguineae), estrechamente relacionado, pero el análisis genético y el análisis morfológico de la estructura de su cráneo (es decir, el postcráneo y el maxilar) han respaldado su clasificación como una especie propia. Las dos especies probablemente divergieron en los últimos 3 a 8 millones de años, cuando la elevación de las tierras altas de Nueva Guinea creó una barrera que las dividió en poblaciones separadas. A pesar de la ascendencia común de las dos especies, el análisis genético indica que el cocodrilo de Nueva Guinea puede estar más estrechamente relacionado con el supuesto cocodrilo de Borneo (C. raninus) que con el cocodrilo de Hall de Nueva Guinea. Esto puede indicar que C. novaeguinae y C. raninus divergieron entre sí incluso más recientemente que su antepasado de C. halli, o que el espécimen utilizado para C. raninus era en realidad un C. novaeguinae mal identificado. Es importante señalar que C. raninus nunca ha sido reconocida anteriormente como una especie distinta y nunca se han recolectado ni observado directamente especímenes confirmados (vivos o muertos) de la especie. De hecho, el consenso general es que C. raninus puede haber sido identificado erróneamente como C. porosus o C. siamensis de Borneo.

## Distribución
La especie se encuentra en pantanos, ríos y lagos de la mitad sur de Nueva Guinea. Se sabe que ocasionalmente ingresa a estuarios, como el estuario del río Fly. Se conoce variación en individuos de toda la zona de distribución, y los individuos del lago Murray tienen un cráneo mucho más ancho que los del río Aramia.

## Comportamiento
La especie anida durante la estación húmeda de Nueva Guinea (noviembre - abril), en contraste con C. novaeguineae, que anida cerca del final de la estación seca (julio - noviembre).

## En cautiverio
Mientras se realizaba el estudio, se descubrió que tres cocodrilos cautivos en el Parque Zoológico St. Augustine Alligator Farm, anteriormente considerados individuos de C. novaeguinae, eran C. halli. Estos se utilizaron para fundamentar las diferencias observadas entre C. halli y C. novaeguinae.